# ادوارد خاچیکیان (سیاستمدار)
ادوارد خاچیکیان (ارمنی: Էդուարդ Խաչիկյան؛  زادهٔ ۵ اکتبر ۱۹۵۷)، نثرنویس، روزنامه‌نگار نظر، سیاستمدار و فرد نظامی اهل ارمنستان است.

## زندگی‌نامه
وی در ۵ اکتبر ۱۹۵۷ در تفلیس به دنیا آمد. وی از دانشکده حقوق دانشگاه دولتی ایروان فارغ‌التحصیل گشت. وی برنده جوایزی همچون مدال مارشال باقرامیان (۲۰۰۰) شده‌است. وی در گارون "Garoun" فعالیت می‌کند. وی از سال ۲۰۰۷ عضو اتحادیه نویسندگان ارمنستان می‌باشد. وی در جنگ اول قره‌باغ شرکت نمود.